# Coregonus ladogae
Coregonus ladogae és una espècie de peix de la família dels salmònids i de l'ordre dels salmoniformes.

## Alimentació
Els individus joves mengen zooplàncton, mentre que els adults es nodreixen de peixos (principalment, Osmerus eperlanus).

## Distribució geogràfica
És autòcton del llac Ladoga i ha estat introduït a llacs de Letònia i Rússia (incloent-hi Sibèria).

## Observacions
Pot produir híbrids amb altres espècies del gènere Coregonus.